# Elecciones presidenciales de Estados Unidos de 1960
Las elecciones presidenciales de Estados Unidos de 1960 marcaron el final de la administración de Dwight D. Eisenhower que estuvo durante dos términos en la presidencia. Su vicepresidente, Richard Nixon, que había transformado su oficina en una base política nacional, fue el candidato republicano, mientras que los demócratas nominaron al senador de Massachusetts, John F. Kennedy.
El voto electoral fue el más cercano en una elección presidencial desde 1916. En el voto popular, el margen de victoria de Kennedy, fue uno de los más cercanos en la historia estadounidense. Las elecciones de 1960 siguen siendo todavía motivo de debate entre algunos historiadores sobre si se produjo en algunos estados un robo de votos que ayudó a la victoria de Kennedy. El Senador por Virginia, Harry F. Byrd, recibió 15 votos electorales, 14 de 2 estados del Sur (1 elector no comprometido) y 1 tránsfuga en Oklahoma, respectivamente.
Esta fue la primera elección presidencial en la que participaron Alaska y Hawái, al habérseles otorgado la condición de Estado, respectivamente, del 3 de enero al 21 de agosto del año anterior. También fue la primera elección en la que ambos candidatos a la presidencia habían nacido en el siglo XX. Esta fue también la penúltima elección donde el candidato que consiguió Ohio no ganó las elecciones.

## Nominaciones

### Partido Demócrata

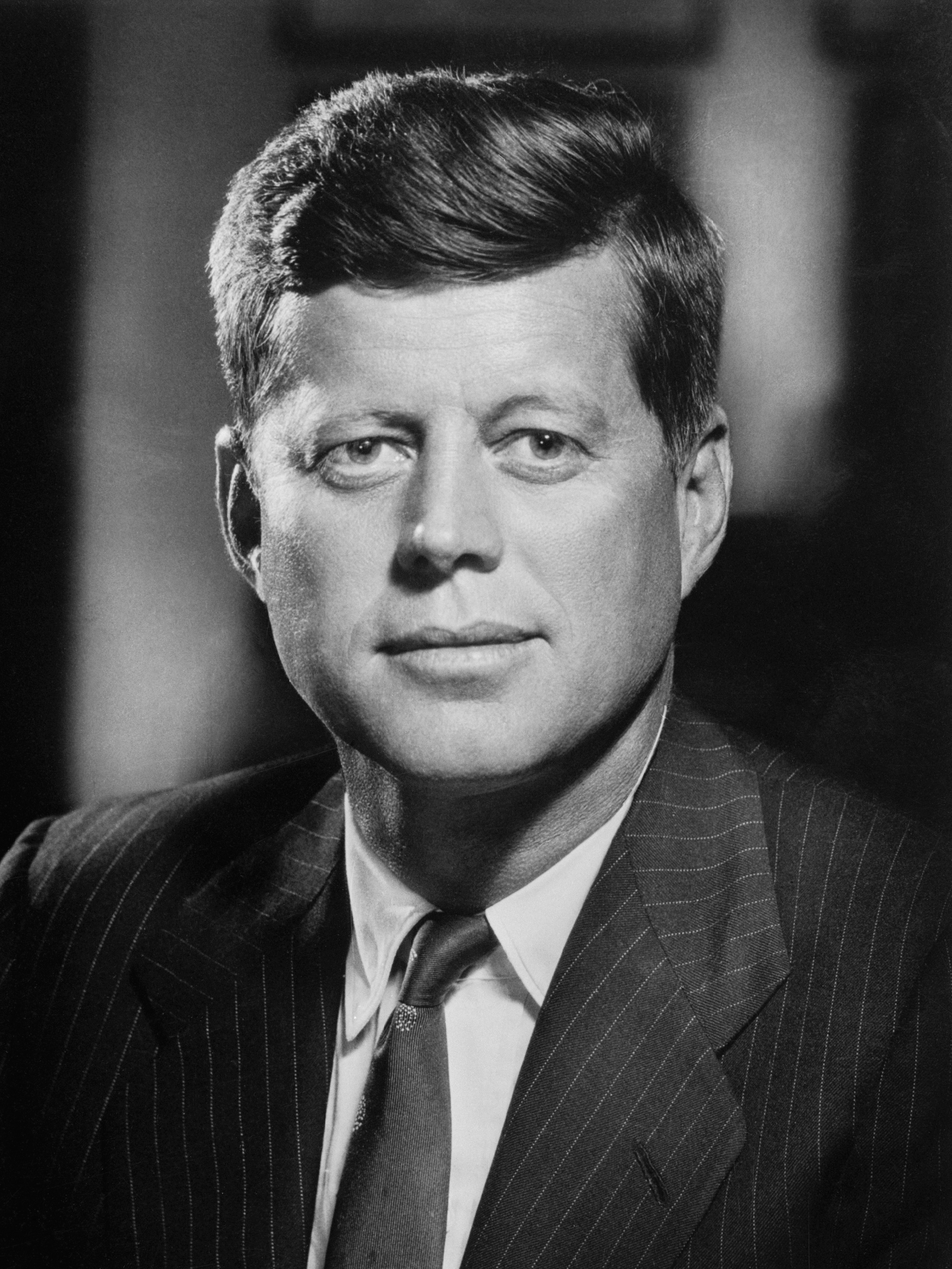
Senador John F. Kennedy de Massachusetts
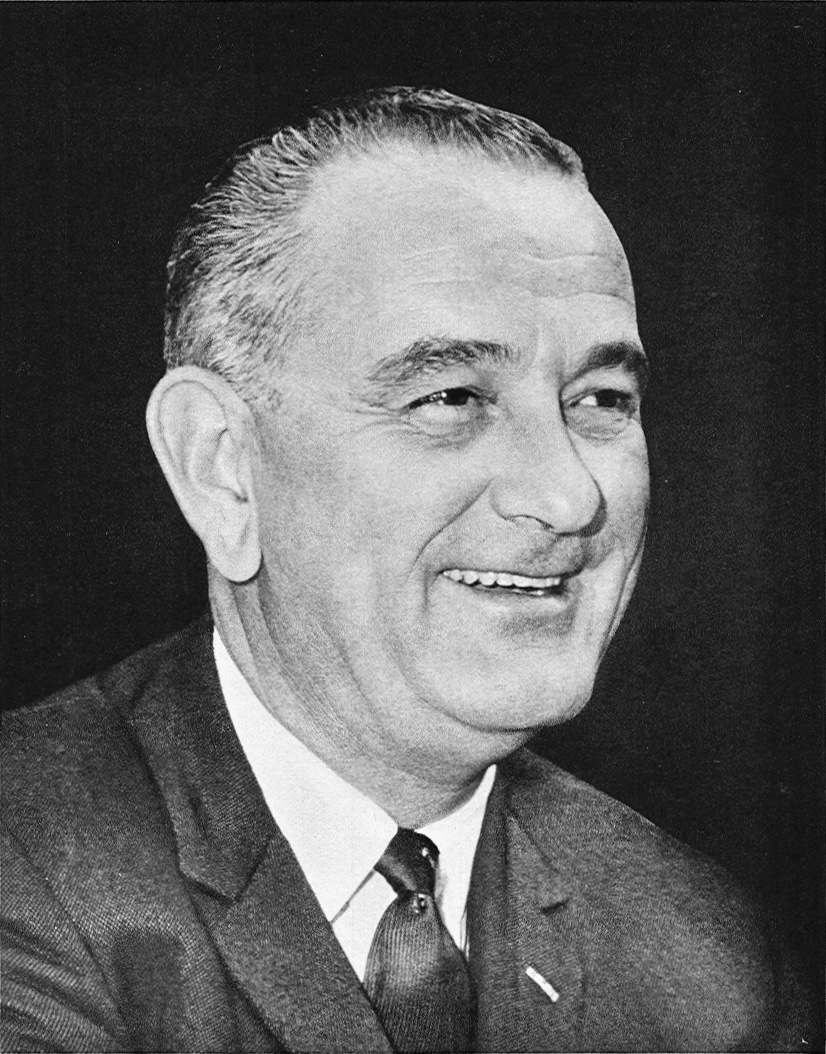
Senador y Líder de la Mayoría del Senado Lyndon B. Johnson de Texas
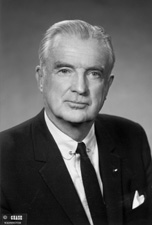
Senador Stuart Symington de Misuri
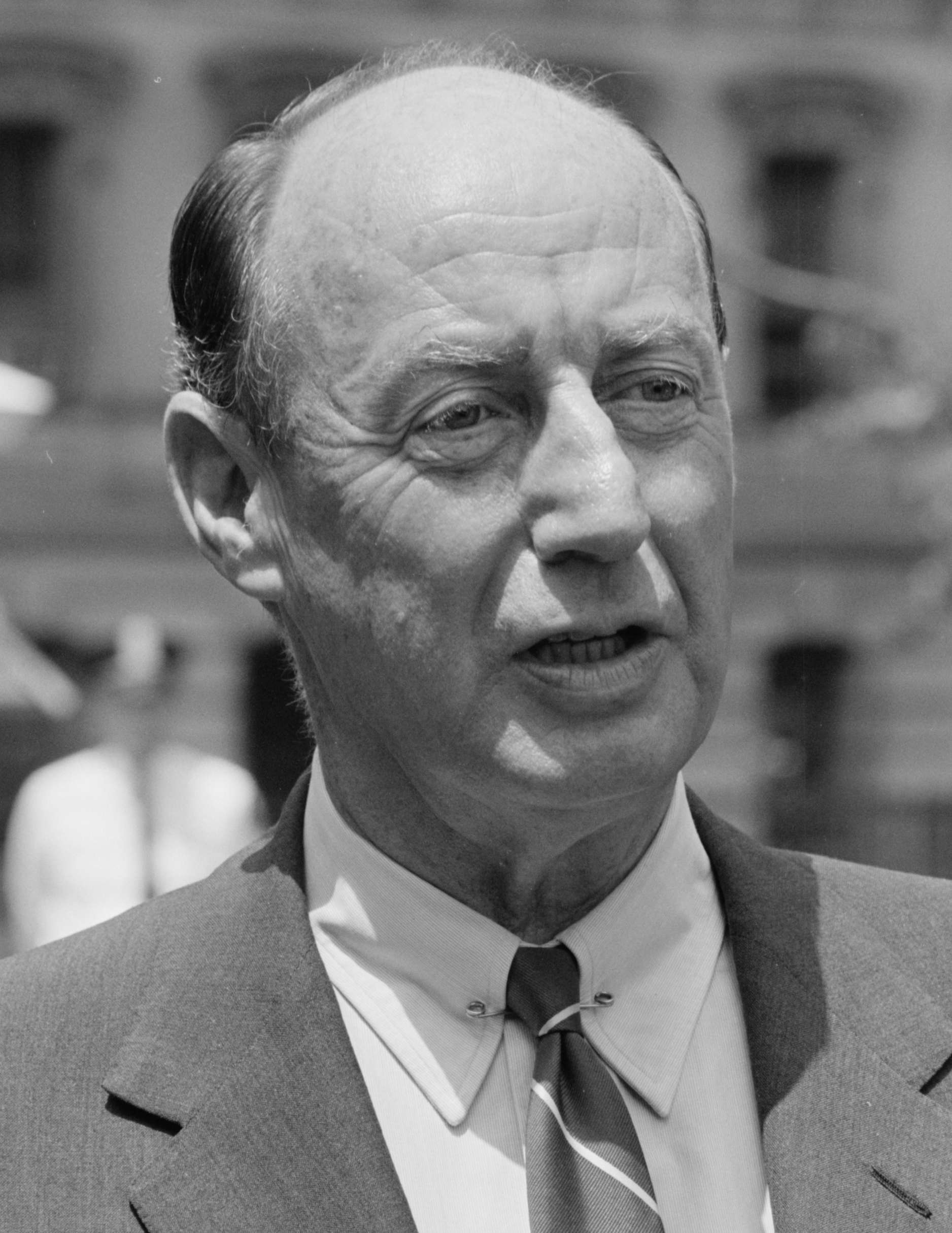
Gobernador y Embajador de la ONU Adlai Stevenson de Illinois
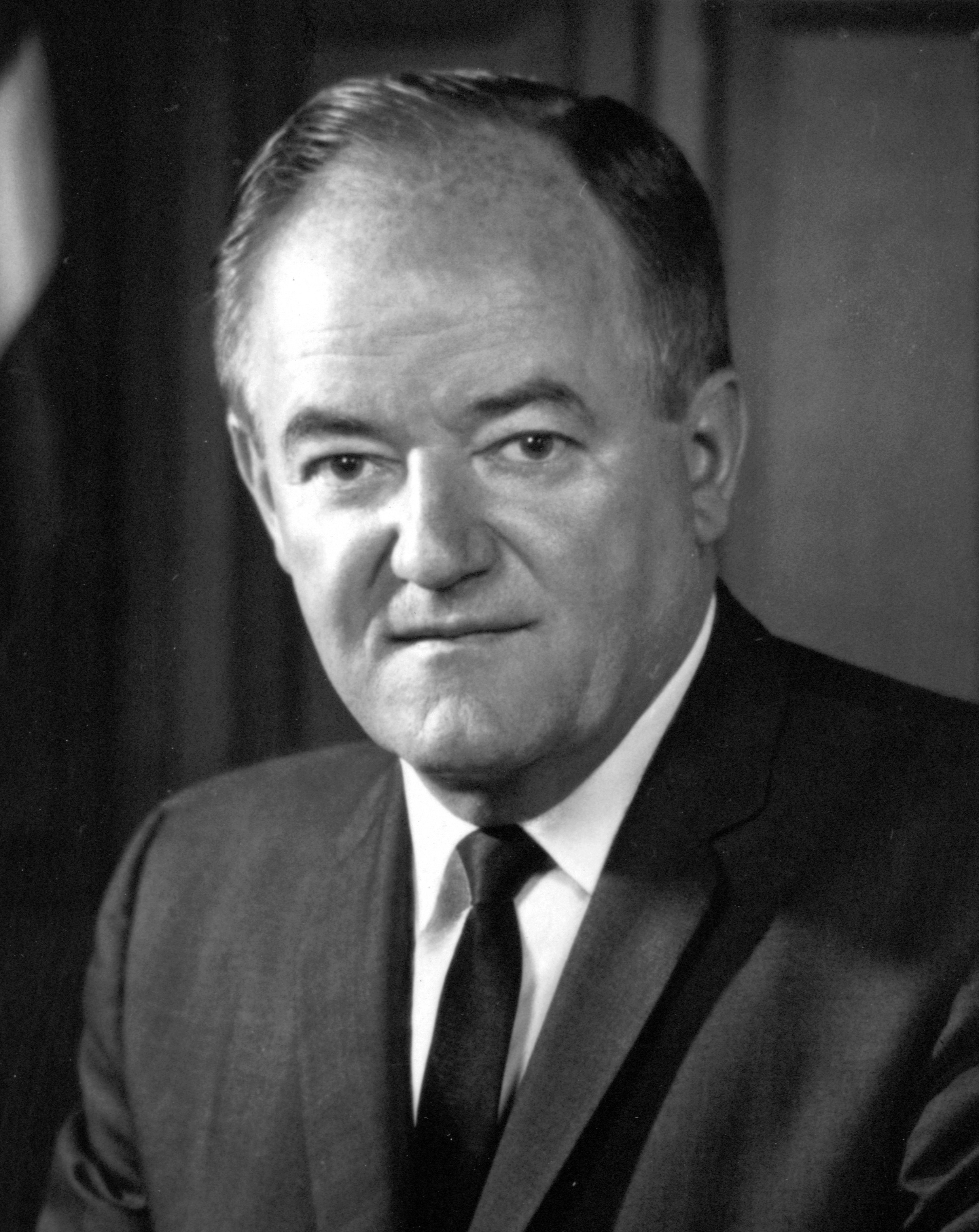
Senador Hubert Humphrey de Minnesota

Los principales candidatos para la nominación presidencial demócrata de 1960 fueron el senador John F. Kennedy, el senador Wayne Morse de Oregón, el senador Lyndon B. Johnson de Texas, el senador Hubert Humphrey de Minnesota, el senador Stuart Symington de Misuri, el Gobernador Pat Brown de California y el ex gobernador de Illinois, Adlai Stevenson. Varios otros candidatos buscaron apoyo en su estado o región natal como candidatos predilectos, sin ninguna posibilidad real de ganar la nominación. Symington, Stevenson y Johnson se negaron a hacer campaña en las primarias presidenciales. Si bien esto redujo su potencial de delegados de cara a la Convención Nacional Demócrata, cada uno de estos tres candidatos esperaba que los otros principales contendientes tropezaran en las primarias, lo que provocó que los delegados de la convención lo eligieran como un candidato de "compromiso" aceptable para todas las facciones del partido.
Inicialmente, Kennedy se vio acosado por las sugerencias de algunos veteranos del Partido Demócrata (como el expresidente de Estados Unidos Harry S. Truman, quien apoyaba a Symington), según los cuales él era demasiado joven e inexperto como para ser presidente; estos críticos sugirieron que aceptara ser compañero de fórmula de otro demócrata. Al darse cuenta de que se trataba de una estrategia promovida por sus oponentes para evitar que el público lo tomara en serio, Kennedy declaró con franqueza: "No me postulo para vicepresidente; me postulo para presidente.
Había dieciséis primarias. Kennedy entró en siete de las primarias; Humphrey entró en cinco de ellas; Morse entró en tres; y Brown entró en una. Los sondeos muestran que Brown era invencible en California. Morse desafió a Hubert Humphrey en la primaria del distrito de Columbia y a John F. Kennedy en las primarias de Maryland. En Oregón figuraban todos los candidatos a excepción de Brown. En Wisconsin y Virginia Occidental fueron impugnadas elecciones primarias entre Kennedy y Humphrey. Un problema de Kennedy fue su religión católica. Recordando la experiencia de 1928 de Al Smith, un candidato presidencial demócrata de religión católica, muchos se preguntaron si el prejuicio anticatólico haría daño a Kennedy en sus posibilidades de ganar la nominación y las elecciones en noviembre. Para demostrar su capacidad de obtención de votos, Kennedy desafió al senador liberal por Minnesota Hubert Humphrey, en las primarias de Wisconsin. Aunque Kennedy derrotó a Humphrey en Wisconsin, el hecho de que su margen de victoria llegase en su mayoría de zonas muy católicas dejó a muchos jefes del partido convencidos de la apelación de Kennedy a los votantes no católicos. Mientras tanto, en las primarias del Distrito de Columbia, Humphrey había derrotado al senador Wayne Morse de Oregón. Kenndy también derrotó a Morse en las primarias de Maryland. Kennedy se enfrentaba al lado de Humphrey en el estado fuertemente protestante de Virginia Occidental, donde se decía que el fanatismo anticatólico estaba siendo generalizado. La campaña de Humphrey gastó poco dinero y no podía competir con el bien organizado equipo de Kennedy, que estaba bien financiado. Kennedy tuvo un gran desempeño en el primer debate televisado de 1960, Humphrey fue derrotado con más del 60% de los votos y se retiró de la carrera, mientras que Kennedy obtuvo la victoria que necesitaba para demostrar a los jefes del partido que un católico podía ganar en un estado no-católico. Aunque Kennedy había competido solamente en nueve primarias presidenciales, el fracaso de los demás rivales principales de Kennedy, como Johnson y Symington, la campaña de las primarias indicó que no eran populares ni muy votados fuera de sus estados de origen. Aunque Stevenson había sido el candidato presidencial del Partido Demócrata en 1952 y 1956 y todavía mantenía un público fiel de liberales e intelectuales, sus dos aplastantes derrotas ante el republicano Dwight Eisenhower llevaron a los jefes del partido a una búsqueda de una "cara fresca" que tuviese más oportunidades de ganar las elecciones generales de noviembre. En los meses previos a la Convención Demócrata, Kennedy viajó alrededor de la nación persuadiendo a los delegados de varios estados de que lo apoyasen. Sin embargo, cuando la convención abrió, Kennedy estaba todavía a una docena de votos de la victoria.

#### Convención demócrata
La Convención Nacional Demócrata de 1960 se celebró en Los Ángeles. En la semana anterior de la convención abierta, Kennedy recibió dos nuevos desafíos cuando, el poderoso Líder de la mayoría del Senado Lyndon B. Johnson de Texas, y Adlai Stevenson II, el candidato del partido en 1952 y 1956, anunciaron oficialmente su candidatura (ambos habían sido privados de trabajo para el nombramiento en algún momento). Sin embargo, ni Johnson ni Stevenson tuvieron talento en la campaña del partido comparada con la campaña de Kennedy dirigida por Robert F. Kennedy. Johnson desafió a Kennedy a un debate televisado antes de una reunión conjunta de las delegaciones de Texas y Massachusetts, Kennedy aceptó. La mayoría de los observadores consideraron que Kennedy había ganado el debate, y Johnson no pudo ampliar su apoyo más allá del Sur. El error de Stevenson de lanzar públicamente su candidatura hasta la semana de la convención significó que muchos delegados liberales que podrían haberlo apoyado estaban ya comprometidos con Kennedy, y Stevenson, a pesar del decidido apoyo de la ex primera dama Eleanor Roosevelt, fue incapaz de romper su alianza con JFK. Kennedy ganó la nominación en la primera votación.
Luego, en un movimiento que sorprendió a muchos, Kennedy le pidió a Johnson que fuese su compañero de fórmula. A día de hoy existe un gran debate respecto a los detalles de la designación de Johnson de por qué se le ofrecía y por qué aceptó tomarlo. Algunos historiadores especulan que Kennedy quería realmente a otra persona (senadores como Stuart Symington, Henry M. Jackson) para que fuesen su compañero de fórmula, y que le ofreció la candidatura a Johnson primero solo como una cortesía al poderoso líder de la mayoría del Senado. Según esta teoría, Kennedy se sorprendió entonces cuando Johnson aceptó el segundo lugar en la boleta demócrata. Otra historia relacionada es que, después de que Johnson aceptase el ofrecimiento, Robert Kennedy fue a la habitación del hotel de Johnson y le presionó para que no aceptase la oferta vicepresidencial. Johnson se sintió ofendido después de que "el hermano de JFK" le dijese con todo descaro que permaneciese fuera de la entrada. En respuesta a su contundente enfrentamiento con Robert Kennedy, JFK y Johnson confirmaron que este último sería su candidato a la vicepresidencia. JFK dijo que su hermano Robert "no estaba al corriente de los últimos acontecimientos" y así se afirmó que quería que Johnson fuese su compañero de fórmula. Tanto Johnson como Robert Kennedy llegaron a estar tan amargados por esta experiencia que se inició una feroz pelea personal y política, que tendría graves consecuencias para el Partido Demócrata en la década de 1960.
Norman Mailer asistió a la convención y escribió su famoso perfil de Kennedy, "Superman llega al Supermercado", publicado en la revista Esquire.
| John F. Kennedy    | 1209 |
| Lyndon B. Johnson  | 409  |
| Stuart Symington   | 86   |
| Adlai Stevenson    | 79,5 |
| Robert B. Meyner   | 43   |
| Hubert Humphrey    | 41   |
| George A. Smathers | 30   |
| Ross Barnett       | 23   |
| Herschel Loveless  | 2    |
| Pat Brown          | 1    |
| Orval Faubus       | 1    |
| Albert Rosellini   | 1    |
| ------------------ | ---- |

### Partido Republicano

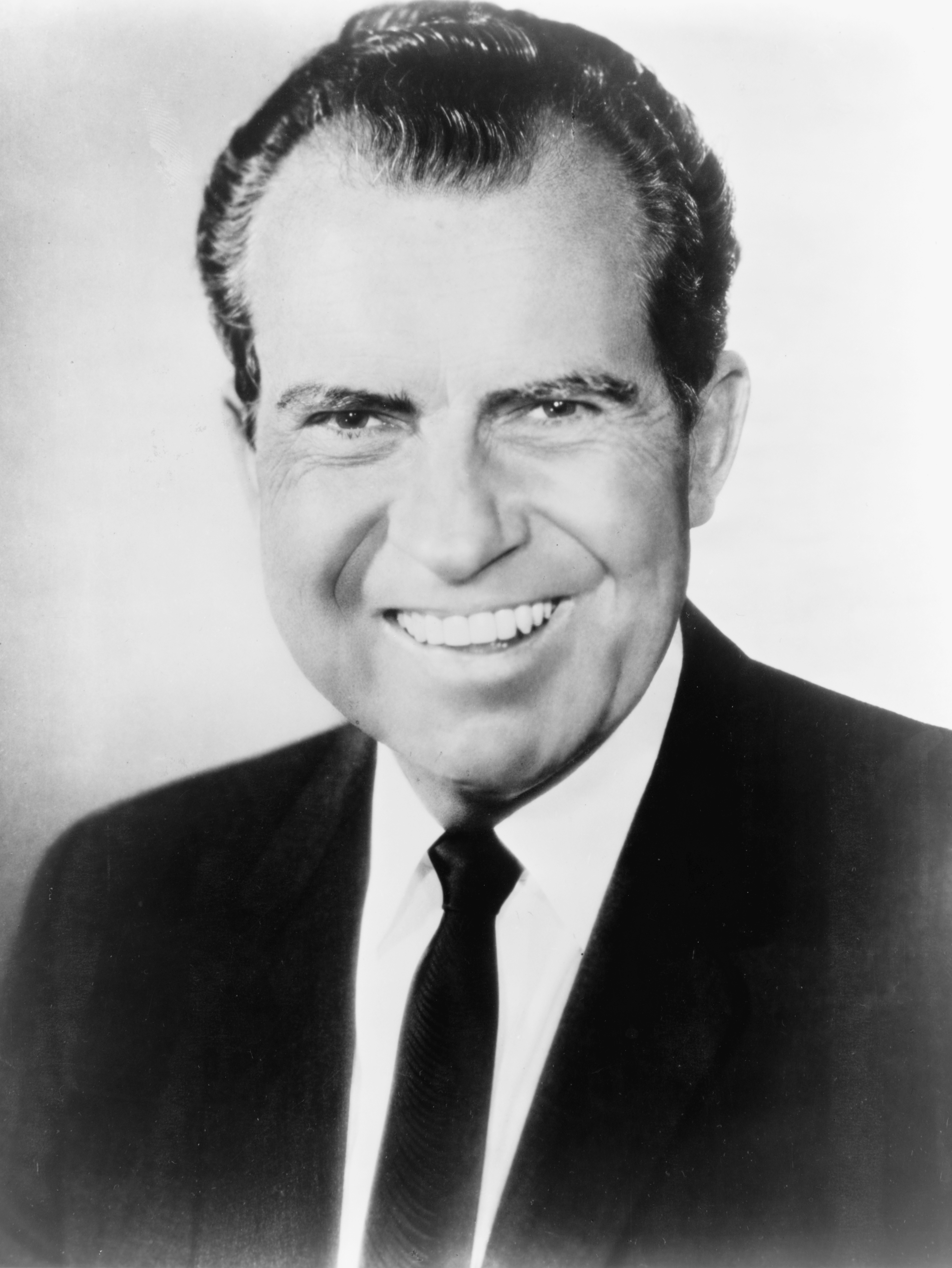
Vicepresidente Richard Nixon de California
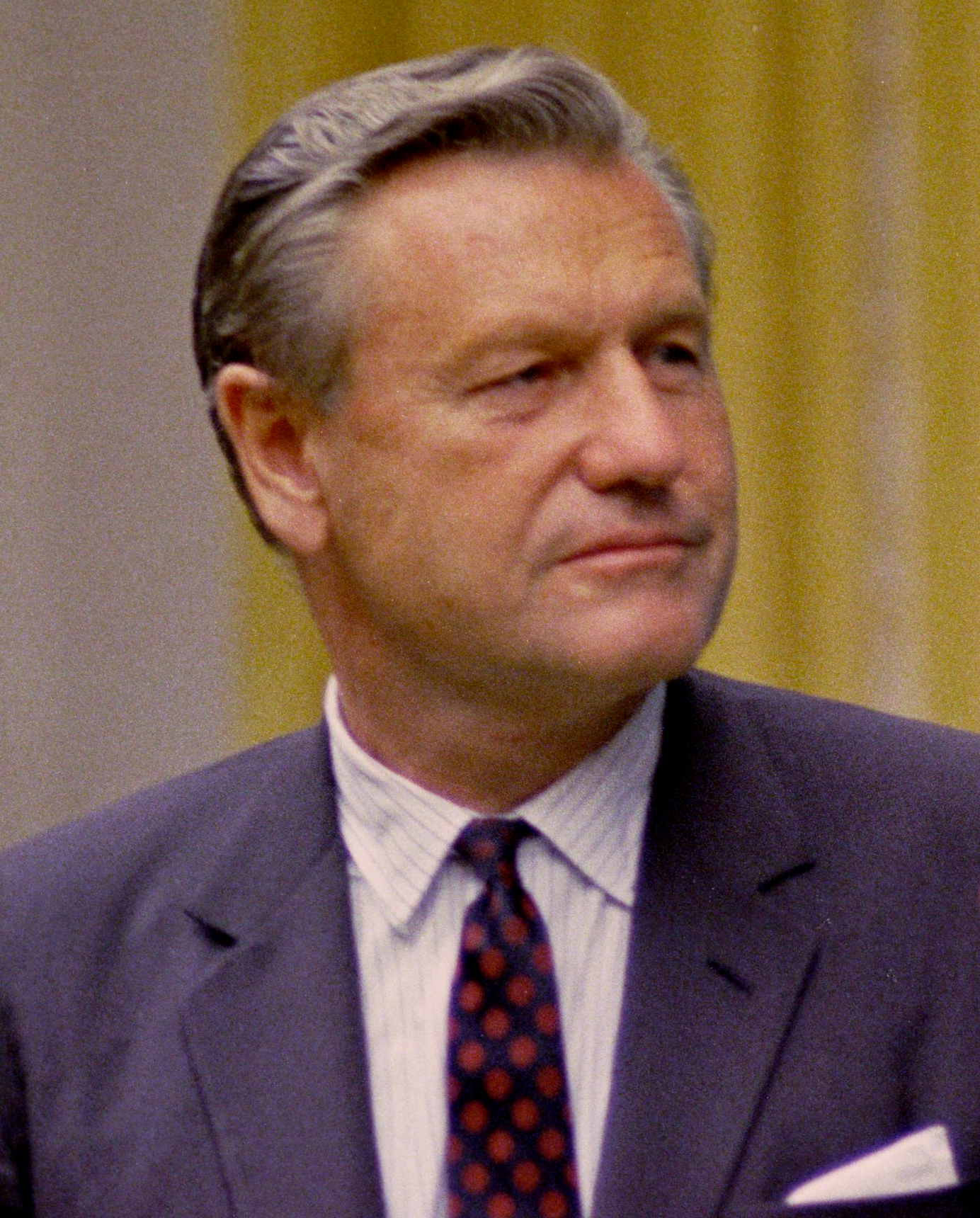
Gobernador Nelson Rockefeller de Nueva York
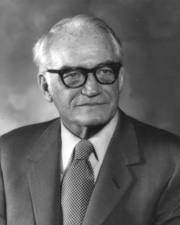
Senador Barry Goldwater de Arizona

Con la ratificación de la vigesimosegunda enmienda en 1951, el presidente Dwight D. Eisenhower no podía correr para el cargo de presidente otra vez, había sido elegido en 1952 y 1956.
En 1959, parecía que el vicepresidente Richard Nixon podría enfrentar un serio desafío para la nominación del Partido Republicano contra el gobernador de Nueva York, Nelson Rockefeller, el líder del ala moderada-liberal del Partido Republicano. Sin embargo, Rockefeller anunció que no sería candidato a la presidencia después de una gira a nivel nacional que reveló que la gran mayoría de los republicanos estaban a favor de Nixon.
Después de la retirada de Rockefeller, Nixon no enfrentó ninguna oposición significativa a la nominación republicana. En la Convención Nacional Republicana de 1960 en Chicago, Nixon era la opción de los delegados, solo el senador conservador Barry Goldwater de Arizona recibió 10 votos de los delegados conservadores. Nixon eligió entonces el ex-senador por Massachusetts y embajador de las Naciones Unidas, Henry Cabot Lodge, Jr. como su candidato a la vicepresidencia. Nixon eligió Lodge, porque sus credenciales en la política exterior encajaban en la estrategia de Nixon a la campaña más en la política exterior de la política interna, que a su juicio favoreció a los demócratas. Nixon había buscado previamente Rockefeller como su compañero de fórmula, pero el gobernador no tenía ambiciones de ser el vicepresidente.

## Elecciones generales

### Promesas de campaña
Durante la campaña de Kennedy denunció que en virtud Eisenhower y los republicanos habían hecho que la nación cayese detrás de la Unión Soviética en la Guerra Fría, tanto militar como económicamente, y que como presidente podría "hacer que Estados Unidos volviese a moverse." Nixon respondió que, de ser elegido, continuaría la "paz y prosperidad" que Eisenhower había traído a la nación en la década de 1950. Nixon también sostuvo que con la nación dedicada a la Guerra Fría con los soviéticos, Kennedy era demasiado joven e inexperto para ser de confianza con la presidencia.

### Eventos sucedidos durante las campañas
Tanto Kennedy como Nixon atrajeron a una multitud numerosa y entusiasta durante toda la campaña. En agosto de 1960, la mayoría de las encuestas dieron al vicepresidente Nixon una ligera ventaja sobre Kennedy, y muchos expertos políticos consideraron a Nixon como el favorito para ganar. Sin embargo, Nixon estuvo plagado de mala suerte durante toda la campaña de otoño. En agosto, el presidente Eisenhower, que había sido durante mucho tiempo ambivalentes respecto a Nixon, celebró una conferencia de prensa televisada en la que un reportero, Carlos Mohr de la revista Time, mencionó las reclamaciones de Nixon que había sido una valiosa información privilegiada de administración y consejero. Mohr pidió a Eisenhower si podía dar un ejemplo de una idea principal de Nixon que hubiese escuchado. Eisenhower respondió con el comentario: "Si me das una semana, a lo mejor pensase en alguna." Aunque tanto Eisenhower como Nixon afirmaron más tarde que Ike estaba simplemente bromeando con el periodista, el comentario hirió a Nixon, puesto que debilitaría su reclamaciones de tener mayor capacidad de decisión de experiencia que Kennedy. El comentario fue tan perjudicial para Nixon que los demócratas se volvieron ante la declaración de Eisenhower en un comercial de televisión criticando a Nixon.
En la Convención Republicana, Nixon se había comprometido a hacer campaña en los 50 estados. Esta promesa resultó contraproducente cuando, en agosto, Nixon se lesionó la rodilla en una puerta de su coche mientras hacía campaña en Carolina del Norte; la rodilla se infectó y Nixon tuvo que dejar la campaña durante dos semanas mientras la rodilla infectada era inyectada con antibióticos. Cuando salió del hospital Walter Reed, Nixon se negó a abandonar su promesa de visitar todos los estados; que así terminó perdiendo el valioso tiempo de visitar estados de que no tenía oportunidad de ganar, o que tenía pocos votos electorales y que sería de poca ayuda en la elección. Por ejemplo, en su esfuerzo de visitar los 50 estados, Nixon pasó el fin de semana crucial antes de la campaña electoral en Alaska, que tenía solo tres votos electorales, mientras que Kennedy hizo campaña en los grandes estados como Nueva Jersey, Ohio, Míchigan y Pensilvania.
A pesar de las reservas que Robert Kennedy tenía sobre de designación de Johnson, la elección de Johnson como compañero de fórmula de John F. Kennedy resultó ser un golpe maestro de su hermano mayor. Johnson hizo una enérgica campaña a favor de John F. Kennedy y fue decisivo ayudando a los demócratas a llegar a varios estados del sur, que eran escépticos con Kennedy, especialmente en Texas, el estado de donde era oriundo Johnson. Por su parte, el embajador Lodge, compañero de fórmula de Nixon, realizó una campaña letárgica y cometió varios errores que perjudicaron a Nixon. Entre ellos se encontraba un compromiso, no aprobado por Nixon, según el cual Nicolás, si era elegido presidente, nombraría a un negro en su gabinete. Este comentario ofendió a muchos negros, que lo veían como un torpe intento para ganar sus votos, mientras que muchos blancos sureños que todavía apoyaban la segregación racial y que podrían haber votado a Nixon también se enfadaron.
Desde el punto de vista periodístico, cabe destacar que esta fue la primera campaña cubierta y comentada por David S. Broder, que iniciaría así una carrera de medio siglo en el medio electoral estadounidense.

### Debates

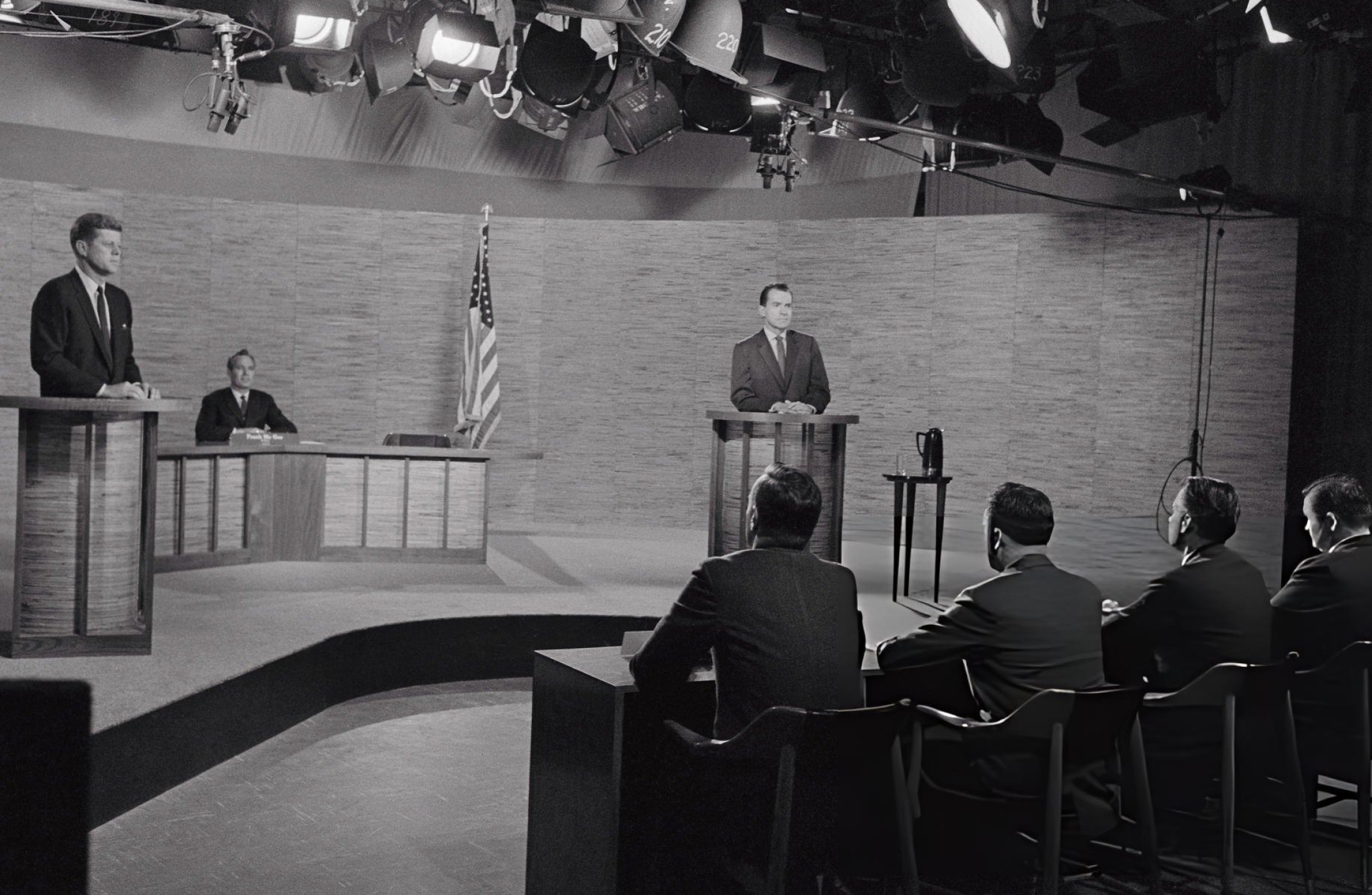
Uno de los debates de Kennedy contra Nixon.

El punto de inflexión de la campaña fueron los cuatro debates entre Kennedy y Nixon, que fueron los primeros debates presidenciales que tuvieron lugar en la televisión, y por lo tanto atrajeron una enorme publicidad. Nixon siguió dedicándose a la campaña hasta pocas horas antes de que comenzaste el primer debate. Agotado por la campaña, no se había recuperado completamente de su estancia en el hospital y, por lo tanto, estaba pálido, enfermizo, bajo de peso y cansado. También se negó a ponerse maquillaje para el primer debate y, como resultado de ello, su barba incipiente tuvo un lugar destacado en las pantallas de la era de la TV de blanco y negro. La pobre apariencia de Nixon en la televisión en el primer debate se reflejó en el hecho de que su madre lo llamó inmediatamente después del debate para preguntarle si estaba enfermo. Kennedy, por el contrario, durante el primer debate parecía curtido, confiado y relajado. Se estima que 80 millones de espectadores vieron el primer debate. La mayoría de las personas que vieron el debate en la televisión creyeron que Kennedy había ganado, mientras que los oyentes de radio (un público más pequeño) creyeron que Nixon había ganado. Después de que hubiese terminado, las encuestas mostraron que Kennedy tenía una ligera ventaja sobre Nixon. Para los otros tres debates Nixon recuperó el peso perdido, se maquillaba antes de salir por televisión, y apareció con más fuerza que la que había mostrado en el primer debate. Sin embargo, hasta 20 millones menos de espectadores vieron los restantes tres debates, en comparación con el primero. Los observadores políticos de la época creyeron que Kennedy había ganado el primer debate, Nixon ganó el segundo y tercer debate, y que el cuarto debate, que fue considerado como el debate en donde ambos candidatos mostraron su mejor actuación, fue un empate.

### Problemas en las campañas
Un factor clave que perjudicó a John F. Kennedy en su campaña fue el prejuicio generalizado en contra de su religión católica, y algunos protestantes creían que, si él era elegido presidente, Kennedy tendría que obedecer las órdenes del Papa en Roma. Para hacer frente a los temores de que su catolicismo afectaría en su toma de decisiones, John F. Kennedy hizo una célebre declaración de la Greater Houston Ministerial Association:

Yo no soy un candidato católico a Presidente. Soy un candidato del Partido Demócrata a Presidente que también ocurre que sea un católico. Yo no hablo por mi iglesia en asuntos públicos, y la Iglesia no habla por mí.
John F. Kennedy, 12 de septiembre de 1960

Él se comprometió a respetar la separación de la Iglesia y Estado y a no permitir que los funcionarios públicos católicos le dictasen la política. Kennedy también planteó la cuestión de que un cuarto de los estadounidenses habían sido relegados a una ciudadanía de segunda clase solo porque eran católicos. Kennedy se convertiría en la primera persona católica en ser elegida presidente, pero después de las elecciones se creía ampliamente que Kennedy perdió estados fuertemente protestantes a causa de su catolicismo.
Sin embargo, la campaña de Kennedy se aprovechó al principio de cuando el reverendo Martin Luther King, Jr., el líder de derechos civiles, fue arrestado en Georgia mientras lideraba una marcha de derechos civiles. Nixon se negó a involucrarse en el incidente, pero Kennedy hizo llamadas a las autoridades políticas locales para conseguir que King saliese de la cárcel, y también llamó al padre, su esposa. Como resultado, el padre de King aprobó a Kennedy, y así recibió mucha publicidad favorable en la comunidad negra. El día de la elección, Kennedy ganó el voto negro en la mayoría de las zonas con amplios márgenes, y esto pudo tener siempre su margen de victoria en estados como Nueva Jersey, Carolina del Sur, Illinois y Misuri. Ambos candidatos también discutieron sobre la economía y las formas en que podría aumentar el crecimiento económico y la prosperidad de los años 1950 y hacerla accesible a más personas (especialmente a las minorías). Algunos historiadores critican que Nixon no hablase lo suficiente sobre la economía durante la presidencia de Eisenhower. También critican que no supiese aprovechar más la popularidad de Eisenhower, que era de alrededor del 60-65% a lo largo de 1960 y el día de las elecciones. A medida que la campaña se trasladaba a las últimas dos semanas, las encuestas, los expertos y la mayoría de los políticos predijo una victoria de Kennedy. Sin embargo, el presidente Eisenhower, que se había sentado en gran medida a la campaña, realizó una gira intensa para la campaña de Nixon en los últimos 10 días antes de la elección. El apoyo de Eisenhower dio Nixon un impulso muy necesario, y en el día de las elecciones las encuestas indicaron un empate virtual.

### Resultados
La elección del 8 de noviembre sigue siendo una de las noches electorales más famosas de la historia norteamericana. Nixon, esperó los resultados electorales en la suite del famoso Ambassador Hotel en Los Ángeles, mientras que John F. Kennedy, vio los resultados en el complejo de la familia Kennedy en Hyannis Port, Massachusetts. Como los primeros resultados llegaron de las ciudades grandes del norte y del Medio Oeste, como Boston, Nueva York, Filadelfia, Pittsburgh, Detroit y Chicago, Kennedy abrió una amplia ventaja en el voto popular y electoral, y parecía encaminarse a la victoria. Sin embargo, como más tarde volvieron a llegar a las zonas rurales y suburbanas en el Medio Oeste, los estados de las Montañas Rocosas y los estados Costa del Pacífico, Nixon comenzó a cerrar progresivamente la brecha con los Kennedy. Antes de la medianoche, el New York Times había ido a la prensa con el titular "Kennedy, el presidente elegido". Como las elecciones volvieron a ser muy reñidas, la editora gerente de Times, Turner Catledge, esperaba que, como recordó en sus memorias, "un alcalde del Medio Oeste robaría los ciertos votos suficientes para sacar a través de Kennedy", evitando así la vergüenza de anunciar incorrectamente al ganador, como el caso memorable del Chicago Tribune quien doce años antes anunció que Thomas E. Dewey había derrotado al presidente Truman.
Nixon hizo un discurso en cerca de las 3:00 a. m., y dio a entender a una concesión. Dio a entender en ese discurso que Kennedy pudo haber ganado las elecciones. Los periodistas se quedaron perplejos, porque no era un discurso de concesión formal. No fue sino hasta la tarde del miércoles, 9 de noviembre que Nixon admitió por fin la elección, y Kennedy se adjudicó la victoria. Una muestra de lo cerca que la elección se puede ver en California; Kennedy parecía tener la victoria por 37.000 votos cuando todos los distritos electorales estaban reportados, pero cuando los votos por correo se contaron una semana más tarde, Nixon llegó desde atrás para ganar el Estado por 36.000 votos. Del mismo modo, en Hawái, se había considerado que Nixon había ganado en el estado, pero en un recuento Kennedy fue capaz de remontar y ganar el estado por un muy estrecho margen de 115 votos. En el voto popular nacional, Kennedy venció Nixon por apenas una décima de punto porcentuales (0,1%), el margen más cercano del voto popular del siglo XX. En el Colegio Electoral, la victoria de Kennedy era más grande, obtuvo 303 votos electorales contra 219 de Nixon cuando 269 eran necesarios para ganar. Un total de 15 electores - ocho de Misisipi, seis de Alabama, y otro en Oklahoma, se negaron a votar por cualquiera de Kennedy o de Nixon. En su lugar, emitieron su voto para el senador Harry Byrd, Sr. de Virginia, un demócrata conservador, a pesar de que Byrd no había sido un candidato a la Presidencia. Kennedy llevó a 12 estados en tres puntos porcentuales o menos, mientras que Nixon ganó seis estados por el mismo margen. Kennedy llevó a todos menos tres estados en el noreste poblado, y también llevó a los grandes estados de Míchigan, Illinois y Misuri en el Medio Oeste. Con la ayuda de Lyndon B. Johnson, también ganaron la mayor parte de los estados del Sur, incluyendo los grandes estados de Carolina del Norte, Georgia y Texas. Nixon ganó a todos menos a tres de los estados del oeste (incluyendo California), y tuvo una fuerte victoria en los estados agrícolas del país, pero su mayor victoria fue en Ohio. El New York Times, resumió el debate a finales de noviembre, habló de un consenso "estrecho" entre los expertos que Kennedy había ganado más de lo que perdió como resultado de su catolicismo, los católicos del Norte apoyaron a Kennedy debido a los ataques de su religión. Se entrevistó a personas que votaron en 1956 y 1960, un equipo de la Universidad de Míchigan analizó los resultados de las elecciones descubriendo que la gente que votó por los demócratas en 1956 dividió en un 33-6 para Kennedy, mientras que los votantes republicanos de 1956 dividieron en un 44-17 a Nixon. Es decir, Nixon perdió un 28% de los votantes Eisenhower, mientras que Kennedy solo perdió un 15% de los votantes Stevenson. Los demócratas, en otras palabras, hicieron un mejor trabajo en la celebración de sus seguidores de 1956.
En particular, Kennedy fue el último candidato en ganar la presidencia sin ganar en Ohio hasta que Joe Biden lo hizo en 2020, y fue el único que no lo hizo en el siglo XX. También es uno de los tres demócratas hasta la fecha sin ganar Florida, desde el inicio de la creación del partido. Bill Clinton perdió Florida en 1992, pero la ganó en su reelección de 1996, mientras que Joe Biden perdió en 2020. Richard Nixon fue la primera persona en perder una elección presidencial llevando más de la mitad de los estados, ganando 26 estados. La otra persona fue Gerald Ford en 1976, que ganó en 27 estados.
Kennedy dijo que había visto los retos del futuro y necesitaba el apoyo del país para pasar por ellos.

Para todos los estadounidenses, digo que los próximos cuatro años van a ser años difíciles y desafiantes para todos nosotros y que un esfuerzo nacional supremo será necesario para mover este país de manera segura a través de la década de 1960. Les pido ayuda y les puedo asegurar que cada grado de el espíritu que poseo se dedicará a los intereses de largo alcance de los Estados Unidos y con la causa de la libertad en todo el mundo.
John F. Kennedy

Kennedy era a la vez el último demócrata del norte y senador de los Estados Unidos en ganar la presidencia hasta la elección de Barack Obama de Illinois el 4 de noviembre de 2008.

#### Controversias
Muchos republicanos (incluyendo a Nixon y Eisenhower) creían que Kennedy se había beneficiado de fraude electoral, especialmente en Texas, de la que Lyndon B. Johnson había sido senador, e Illinois, era la sede de la máquina de gran alcance de la política del alcalde Richard Daley en Chicago. Estos dos estados son importantes porque si Nixon se hubiese llevado ambos, habría ganado las elecciones en el colegio electoral. Senadores republicanos, como Everett Dirksen y Barry Goldwater también creyeron que el fraude electoral jugó un papel en la elección, y se cree que en realidad Nixon ganó en voto popular. Los republicanos intentaron y no pudieron revertir los resultados en estos dos estados a la vez, así como en otros nueve estados. Algunos periodistas también se afirmaron más tarde que el mafioso Sam Giancana y su sindicato del crimen de Chicago jugó un papel en la victoria de Kennedy en Illinois.
El personal de la campaña de Nixon le instó a proseguir un recuento de votos y cuestionar la validez de la victoria de Kennedy en varios estados, especialmente en Illinois, Misuri y Nueva Jersey, donde una gran mayoría de los recintos católicos entregaron a Kennedy sus votos en las elecciones. Sin embargo, Nixon dio un discurso tres días después de las elecciones diciendo que no iba a participar en las elecciones. El Presidente del Comité Nacional Senatorial Republicano, el senador de Kentucky, Thruston Morton, visitó Key Biscayne, Florida, donde Nixon había llevado a su familia para unas vacaciones, y le presionó para un recuento. Morton puso en duda los resultados en 11 estados, en el verano de 1961. Sin embargo, el único resultado de estos desafíos fue la pérdida de Hawái para Kennedy.
Kennedy ganó Illinois por menos de 9.000 votos de un total de 4,75 millones de votos, o un margen de dos décimas de uno por ciento. Sin embargo, Nixon se llevó a 92 de los 101 condados del estado, y la victoria de Kennedy en Illinois llegó de la ciudad de Chicago, donde el alcalde Richard J. Daley retuvo mucho la votación de Chicago hasta última hora de la mañana del 9 de noviembre. Los esfuerzos de Daley y la poderosa organización demócrata de Chicago dio a Kennedy el extraordinario Condado de Cook con 450.000 votos, más del 10% de la población de Chicago en 1960, eso hizo que no le costase mucho vencer a los demás republicanos en el resto de Illinois. Earl Mazo, un reportero, investigó el voto en Chicago y afirmó haber descubierto pruebas suficientes para considerar como fraude electoral los votos de Kennedy en el estado y para demostrar que este fue robado por Kennedy.
En Texas, Kennedy venció a Nixon por un estrecho margen de 51% a 49%, o 46.000 votos. Algunos republicanos argumentaron que la formidable maquinaria política de Johnson había robado los votos suficientes en los condados a lo largo de la frontera con México para dar la victoria de Kennedy. Los defensores de los Kennedy, como su redactor de discursos y asistente especial, Arthur M. Schlesinger, Jr., han argumentado que el margen de Kennedy en Texas (46.000 votos) fue demasiado grande para el fraude electoral, que ha sido un factor decisivo, aunque los casos de fraude electoral fueron descubiertos allí. Por ejemplo, el Condado de Fannin solo había 4.895 votantes registrados, sin embargo, 6.138 votos fueron emitidos en ese condado, tres cuartas partes de Kennedy. En un distrito electoral del Condado de Angelina, Kennedy recibió un mayor número de votos que el número total de votantes registrados en el distrito. Cuando los republicanos exigieron un recuento en todo el estado, se enteraron de que la Junta Estatal de Elecciones, cuyos miembros eran todos los demócratas, ya habían certificado a Kennedy como el ganador oficial en Texas.
En Illinois, Schlesinger y otros han señalado que, aunque Nixon ganó en ese estado, el estado por sí solo no le hubiera dado la victoria, pues Kennedy todavía habría ganado 276 votos electorales contra Nixon que tenía 246, sabiendo que 269 eran necesarios para ganar. Más al punto, Illinois fue el lugar del proceso de desafío más amplio, en el que no se consiguió nada a pesar de los repetidos esfuerzos encabezados por el abogado del Condado de Cook, Benjamin Adamowski, un republicano, que también perdió la reelección. A pesar de demostrar los errores de red que favorecieron a Nixon y Adamowski (algunos distritos -40% en el caso de Nixon- tuvieron errores a favor de ellos, lo que sugiere de factor de error, en lugar de fraude), los totales encontrados no alcanzaron para revertir los resultados de ninguno de los candidatos. Además, había indicios de posibles irregularidades en las zonas sur del estado controladas por los republicanos, los demócratas que nunca fueron seriamente presionados, puesto que las denuncias de los republicanos no llegaron a ninguna parte. Más de un mes después de la elección, el Comité Nacional Republicano abandonó sus tesis de fraude electoral en Illinois.
Sin embargo, un fiscal especial asignado al caso presentó cargos contra 650 personas, que no dio lugar a condenas. Tres trabajadores electorales de Chicago fueron declarados culpables de fraude electoral en 1962 y fueron condenados a un corto periodo en la cárcel. Mazo, el reportero, dijo más tarde que se encontró con nombres de fallecidos en Chicago, junto con 56 personas de una sola casa. Encontró casos de fraude electoral republicano en el sur de Illinois, pero dijo que los totales no coincidían con los de Chicago que se habían encontrado con el fraude. El Chicago Tribune escribió que las elecciones del 8 de noviembre se caracterizaron por este tipo de fraudes graves y palpables como para justificar la conclusión de que a Nixon se le había privado de la victoria. Si Nixon hubiese ganado ambos estados, habría terminado con exactamente 270 votos electorales y la presidencia, con o sin una victoria en el voto popular.

#### Voto popular de Alabama
El número real de votos populares recibido por Kennedy en Alabama es difícil de determinar debido a la situación inusual en ese estado. El primer asunto menor era que, en vez de tener los votantes elegir entre listas de candidatos a los electores, en la votación de Alabama había electores que votaban de forma unida y de forma individual. Tradicionalmente, en tal situación, un determinado candidato se le asigna el voto popular del elector que recibió el mayor número de votos. Por ejemplo, los candidatos que se comprometieron a votar a Nixon recibieron en cualquier lugar, de 230.951 votos (de George Witcher) a 237.981 votos (para Cecil Durham), a Nixon se le asignan, por consiguiente 237.981 votos populares de Alabama.
La cuestión más importante es que en las primarias demócratas en todo el estado se había elegido a once candidatos para el Colegio Electoral, cinco fueron comprometieron a votar por Kennedy, y los otros seis eran libres de votar por el que quisieran. Todos estos candidatos ganaron en las elecciones generales, y los seis electores no comprometidos votaron en contra de Kennedy. El número real de votos populares recibido por Kennedy en Alabama es difícil de determinar. Tradicionalmente, a Kennedy se le asigna 318.303 votos (los votos ganados por los electores de Kennedy más populares) o 324050 votos (los votos ganados por el elector demócrata más popular) y, de hecho, la tabla de resultados a continuación se basa en ganar 318.303 votos Kennedy en Alabama.

#### Electores demócratas no comprometidos
Muchos demócratas del sur se oponían a votar a la plataforma del Partido Demócrata nacional que apoyaba los derechos civiles y los derechos de voto de los afroamericanos que vivían en el Sur.[cita requerida] Tanto antes como después de la convención, que intentó poner electores demócratas no comprometidos en las boletas de sus estados, con la esperanza de influir en la carrera: la existencia de tales electores podría influir en el candidato que fuese escogido por la convención nacional, y, en una reñida carrera, esos electores podrían estar en condiciones de obtener concesiones de cualquiera de los candidatos presidenciales demócratas o republicanos, a cambio de sus votos electorales.[cita requerida]
La mayoría de estos intentos fracasaron. Alabama puso una lista mezclada de cinco electores leales y seis electores no comprometidos.[cita requerida] Misisipi puso dos listas distintas, una de leales y uno de electores no comprometidos.[cita requerida] Luisiana también puso dos listas distintas, aunque la lista de los no comprometidos no recibió la etiqueta de "demócrata".[cita requerida] Georgia liberó a sus electores demócratas de las promesas de votar a favor de Kennedy, pero el popular gobernador Ernest Vandiver, un candidato, apoyó públicamente Kennedy.[cita requerida]
En total, catorce electores demócratas no comprometidos ganaron las elecciones de los votantes. Debido a que los electores se comprometieron a votar a Kennedy, que había ganado una clara mayoría del Colegio Electoral, los electores no comprometidos no podían influir en los resultados. Sin embargo, se negaron a votar a favor de Kennedy.[cita requerida] En cambio, votaron a favor del senador por Virginia, Harry F. Byrd, un demócrata segregacionista, a pesar de que Byrd no era un candidato anunciado y no buscó sus votos.[cita requerida] Byrd también recibió un voto electoral de un elector sin fe de Oklahoma, de un total de 15 votos electorales.[cita requerida]

#### Resultados detallados
| Candidato presidencial | Candidato presidencial     | Partido                                          | Estado natal           | Voto popular           | Voto popular | Voto Electoral | Compañero de fórmula                     | Estado natal del compañero | Voto electoral RM |
| Candidato presidencial | Candidato presidencial     | Partido                                          | Estado natal           | Conteo                 | Pct          | Voto Electoral | Compañero de fórmula                     | Estado natal del compañero | Voto electoral RM |
| ---------------------- | -------------------------- | ------------------------------------------------ | ---------------------- | ---------------------- | ------------ | -------------- | ---------------------------------------- | -------------------------- | ----------------- |
|                        | John Fitzgerald Kennedy    | Demócrata                                        | Massachusetts          | 34,220,984             | 49.7%        | 303            | Lyndon Baines Johnson                    | Texas                      | 303               |
|                        | Richard Milhous Nixon      | Republicano                                      | California             | 34,108,157             | 49.6%        | 219            | Henry Cabot Lodge, Jr.                   | Massachusetts              | 219               |
|                        | Harry Flood Byrd           | (ninguno)                                        | Virginia               | -                      | -            | 15             | J. Strom Thurmond Barry Morris Goldwater | Carolina del Sur Arizona   | 14 1              |
|                        | Electores no comprometidos | Demócrata                                        | -                      | 286,359                | 0.4%         | -              | -                                        | -                          | -                 |
|                        | Orval Eugene Faubus        | Partido Nacional por los Derechos de los Estados | Arkansas               | 44,984                 | 0.1%         | -              | John Geraerdt Crommelin, Jr.             |                            | -                 |
|                        | Charles L. Sullivan        | Partido de la Constitución                       | Misisipi               | 18,162                 | 0.0%         | -              | Merritt B. Curtis                        |                            |                   |
| Otro                   | Otro                       | Otro                                             | Otro                   | 216,982                | 0.3%         | –              | Otro                                     | Otro                       | –                 |
| Total                  | Total                      | Total                                            | 68,895,628             | 100 %                  | 537          |                |                                          |                            | 537               |
| Necesitados para ganar | Necesitados para ganar     | Necesitados para ganar                           | Necesitados para ganar | Necesitados para ganar | 269          |                |                                          |                            | 269               |

##### Estados cercanos
1. Hawai, 0.06%
2. Illinois, 0.19%
3. Missouri, 0.52%
4. California, 0.55%
5. Nueva Jersey, 0.80%
6. Nuevo México, 0.74%
7. Minesota, 1.43%
8. Delaware, 1.64%
9. Alaska, 1.88%
10. Texas, 2.00%
11. Míchigan, 2.01%
12. Nevada, 2.32%
13. Pensilvania, 2.32%
14. Washington, 2.41%
15. Carolina del Sur, 2.48%
16. Montana, 2.50%
17. Mississippi, 2.64%
18. Florida, 3.03%
19. Wisconsin, 3.72%
20. Carolina del Norte, 4.22%
21. Virginia Occidental , 4.32%

## Libros
- Alexander, Herbert E. (1962). Financiando las elecciones de 1960.
- Campbell, Angus; et al. (1966). Elecciones y el orden político
- Divine, Robert A. Política exterior y las elecciones, 1952-1960 1974.
- Fuchs, Lawrence H. (1967). John F. Kennedy y el Catolicismo Americano.
- Kallina, Edmund F. (1988). La Corte de Justicia sobre la Casa Blanca: Chicago y las elecciones presidenciales de Estados Unidos. ISBN 0813008646.
- Kraus, Sidney (1977). Los Grandes Debates: Kennedy contra Nixon, 1960. ISBN 0253326311.
- Nixon, Richard M. (1978). RN: Las memorias de Richard Nixon. ISBN 0671707418.
- White, Theodore H. (1961). La Creación del Presidente, 1960. ISBN 0689706006.